# Самарово (Переславский район)
Сама́рово — село в Переславском районе Ярославской области при речке Серокше. В настоящее время пустошь.

## История
Село куплено у Ивана Овцы великим князем Московским Симеоном Гордым и упоминается в завещании последнего 1353 года как дворцовое село. Таковым оно было при царе Иване Грозном.
До 1558 года село Самарово Никитского стана было во владении Ивана Ивановича Брюхова. В этом году Иван Грозный отдал село в вотчину Данилову монастырю, во владении которого состояло до секуляризации 1764 года.
В Смутное время при нашествии поляков часть самаровских крестьян была привлечена ими к осаде Троице-Сергиева монастыря, причём некоторые были убиты, а оставшиеся дома погибли от тех же поляков. «То село, — говорится в дозорной книге 1609 года, — воры литовские люди выжгли, а крестьян высекли 74 человека». От пожара осталась деревянная церковь да 5 дворов бобыльских, после убитых крестьян хлеб в гумнах и с поля увезли весь русские ратные люди, а жёны и дети убитых крестьян по миру разошлись без вести. Одного крестьянина силой захватил помещик Михайло Федосеев и посадил в своём поместье. Остальные оставшиеся в живых крестьяне разошлись. К 1627-28 годам село восстановилось.
В Самаровском приходе было две школы грамоты.

## Церковь

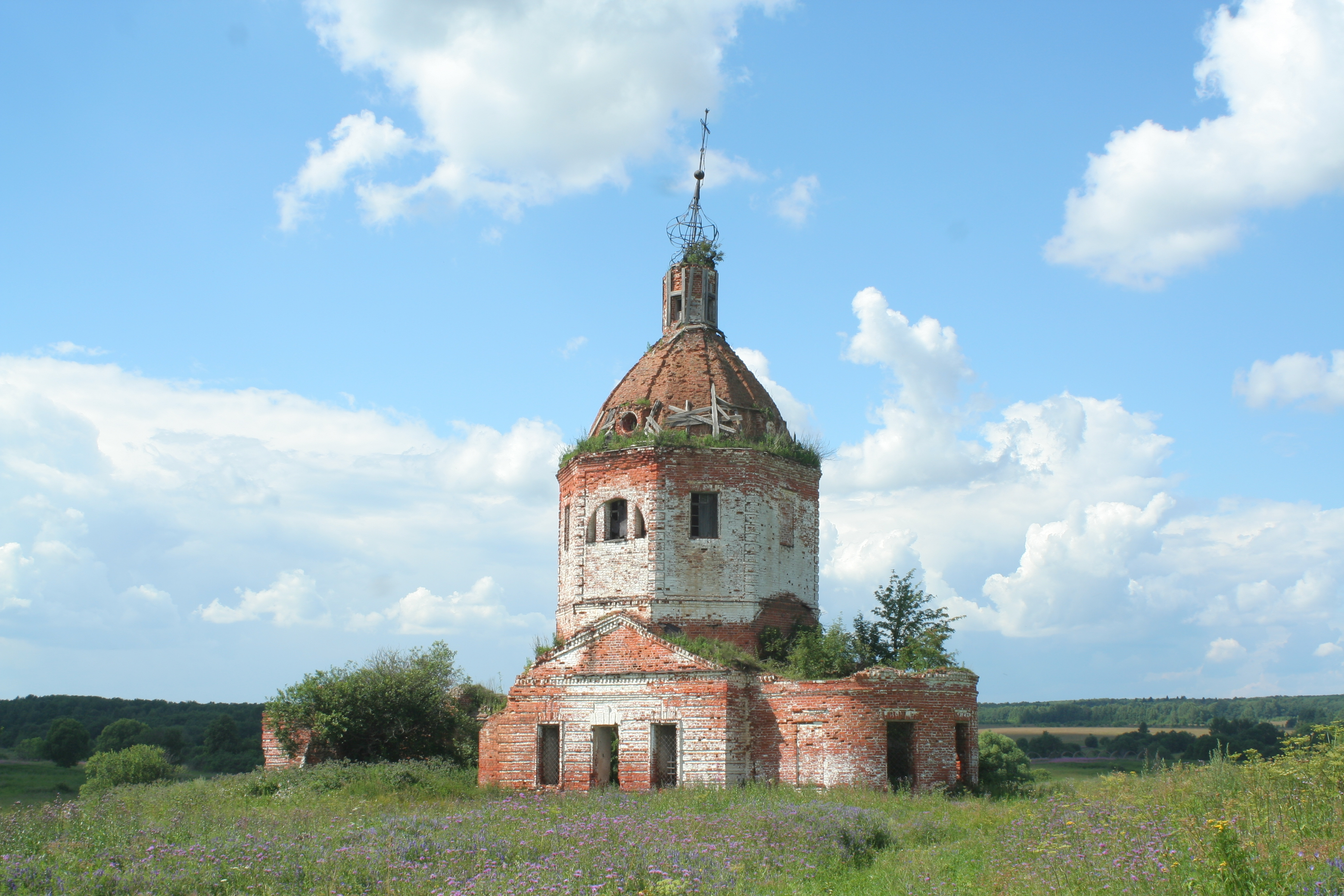
Церковь в селе Самарово

В 1558 году в Самарове уже значится церковь святых праведных Иоакима и Анны. В 1773 году церковь сгорела и вместо неё построена в том же году новая деревянная церковь также во имя святых праведных Иоакима и Анны.
В 1814 году вместо деревянной церкви построен существующий ныне каменный храм. Престолов в этом храме два: в холодном во имя святых праведных Иоакима и Анны, в приделе тёплом во имя святого Николая Чудотворца.

## Известные уроженцы
Здесь родился полный кавалер ордена Славы Александр Яковлевич Кондратьев.